# Bittor Alkiza
Bittor Alkiza Fernández (ur. 26 października 1970 w San Sebastián) – piłkarz hiszpański grający na pozycji lewego lub środkowego pomocnika. W swojej karierze 3 razy wystąpił w reprezentacji Hiszpanii i strzelił 1 gola.

## Kariera klubowa
Karierę piłkarską Alkiza rozpoczął w klubie Real Sociedad z miasta San Sebastián. Swoją grę w tym klubie rozpoczął od występów w rezerwach. W 1991 roku awansował do kadry pierwszego zespołu. 31 sierpnia 1991 zadebiutował w Primera División w przegranym 0:2 wyjazdowym spotkaniu z Barceloną. 20 października 1991 w meczu z Valencią (3:1) strzelił swojego pierwszego gola w lidze hiszpańskiej. W Realu Sociedad grał do końca sezonu 1993/1994.
W 1994 roku Alkiza odszedł z Realu Sociedad do innego baskijskiego klubu, Athleticu Bilbao. Zadebiutował w nim 3 września 1994 w przegranym 0:2 domowym meczu z Deportivo La Coruña. Przez kolejne lata był podstawowym zawodnikiem Athleticu. Tworzył w nim linię pomocy z reprezentantami Hiszpanii, Jonem Andonim Goikoetxeą, Julenem Guerrero, Tiko czy Pablem Orbaizem. W sezonie 1996/1997 wywalczył z klubem z Bilbao wicemistrzostwo Hiszpanii, a jesienią 1997 wystąpił z nim w fazie grupowej Ligi Mistrzów.
Latem 2003 roku Alkiza wrócił do zespołu Realu Sociedad. W sezonie 2003/2004 wystąpił z nim w fazie grupowej Ligi Mistrzów. W Realu grał przez 2 sezony i w 2005 roku w wieku 35 lat zakończył karierę piłkarską.
| Sezon   | Klub            | Kraj      | Rozgrywki          | Mecze | Bramki |
| ------- | --------------- | --------- | ------------------ | ----- | ------ |
| 1990/91 | Real Sociedad B | Hiszpania | Segunda División B | ?     | ?      |
| 1991/92 | Real Sociedad   | Hiszpania | Primera División   | 26    | 3      |
| 1992/93 | Real Sociedad   | Hiszpania | Primera División   | 31    | 4      |
| 1993/94 | Real Sociedad   | Hiszpania | Primera División   | 35    | 4      |
| 1994/95 | Athletic Bilbao | Hiszpania | Primera División   | 34    | 1      |
| 1995/96 | Athletic Bilbao | Hiszpania | Primera División   | 27    | 0      |
| 1996/97 | Athletic Bilbao | Hiszpania | Primera División   | 39    | 3      |
| 1997/98 | Athletic Bilbao | Hiszpania | Primera División   | 30    | 1      |
| 1998/99 | Athletic Bilbao | Hiszpania | Primera División   | 37    | 0      |
| 1999/00 | Athletic Bilbao | Hiszpania | Primera División   | 27    | 0      |
| 2000/01 | Athletic Bilbao | Hiszpania | Primera División   | 22    | 1      |
| 2001/02 | Athletic Bilbao | Hiszpania | Primera División   | 33    | 1      |
| 2002/03 | Athletic Bilbao | Hiszpania | Primera División   | 31    | 1      |
| 2003/04 | Real Sociedad   | Hiszpania | Primera División   | 28    | 0      |
| 2004/05 | Real Sociedad   | Hiszpania | Primera División   | 10    | 0      |

## Kariera reprezentacyjna
W reprezentacji Hiszpanii Alkiza zadebiutował 23 września 1998 roku w wygranym 1:0 towarzyskim spotkaniu z Rosją, w którym zdobył gola. W kadrze narodowej rozegrał łącznie 3 spotkania, wszystkie w 1998 roku i strzelił w nich 1 gola.
| Mecze i gole w reprezentacji | Mecze i gole w reprezentacji | Mecze i gole w reprezentacji | Mecze i gole w reprezentacji | Mecze i gole w reprezentacji | Mecze i gole w reprezentacji | Mecze i gole w reprezentacji |
| #                            | Data                         | Stadion                      | Rywal                        | Wynik                        | Gol                          | Rozgrywki                    |
| 1998                         | 1998                         | 1998                         | 1998                         | 1998                         | 1998                         | 1998                         |
| ---------------------------- | ---------------------------- | ---------------------------- | ---------------------------- | ---------------------------- | ---------------------------- | ---------------------------- |
| 1.                           | 23.09.1998                   | Grenada, Hiszpania           | Rosja                        | 1:0                          | 1                            | towarzyski                   |
| 2.                           | 14.10.1998                   | Tel Awiw, Izrael             | Izrael                       | 2:1                          | 0                            | el. ME 2000                  |
| 3.                           | 18.11.1998                   | Salerno, Włochy              | Włochy                       | 2:2                          | 0                            | towarzyski                   |